# Literatura de Colombia
La literatura colombiana se refiere al conjunto de producciones literarias escritas  desde la época del Nuevo Reino de Granada hasta los tiempos actuales. 
Se añade de forma reciente la literatura oral de los indígenas, recopilada  por algunos de los cronistas de Indias, y luego por investigadores y antropólogos que siguen encontrando  relatos orales, junto con la literatura de origen campesino y folclórico.
La literatura hispanoamericana comenzó a desarrollarse en 1492. La literatura de la actual Colombia inicia en el año de 1519, cuando aparecen los primeros documentos que dan cuenta del descubrimiento del Reino de Tierra Firme, que fue el nombre inicial y genérico que se le dio a los territorios costeños septentrionales de América del Sur y el litoral caribeño de América Central. Luego se desarrolla principalmente la historiografía, en los siglos XVI y XVII, con las Crónicas de Indias, y aparecen los primeros escritores relevantes como Francisca Josefa del Castillo y Hernando Domínguez Camargo, entre otros. En 1783 se da un nuevo impulso a la literatura con la puesta en marcha de la Imprenta Real y la Expedición Botánica bajo la dirección de José Celestino Mutis y el   arzobispo-virrey Antonio Caballero y Góngora.
Literatura del siglo XIX
En el siglo XIX proliferó la poesía romántica, así como la narrativa costumbrista y las novelas románticas. Se destacaron autores como José María Vergara y Vergara, Soledad Acosta de Samper, Rafael Pombo, Jorge Isaacs, José Eugenio Díaz Castro, José Asunción Silva, José Caicedo Rojas, Eustaquio Palacios, entre otros.
Literatura del siglo XX
El siglo XX fue rico en movimientos poéticos: la llamada generación de Los Nuevos, entre los que sobresale León de Greiff;  el grupo de los piedracielistas, con Eduardo Carranza, Arturo Camacho Ramírez y Jorge Rojas; el grupo de Mito con Fernando Charry Lara; los nadaístas, entre los que figuran Gonzalo Arango, Eduardo Escobar y Amílcar Osorio;; la generación desencantada o de Golpe de dados, representada por Raúl Gómez Jattin, María Mercedes Carranza y Piedad Bonnet, y el Grupo de Barranquilla, constituido, entre otros, por José Félix Fuenmayor, Álvaro Cepeda Samudio y Gabriel García Márquez. 
Desde los poetas del postmodernismo, Luis Carlos López, -lleno de humor y profundidad-, y Porfirio Barba Jacob, -pensativo y melódico-, hasta los más recientes y diversos poetas  como Darío Jaramillo Agudelo, Juan Manuel Roca o Mario Rivero, la literatura colombiana contemporánea se caracteriza por su  gran diversidad estilística, temática e ideológica.
En años recientes, se ha venido presentando en Colombia un auge de escritores, cuyas obras han sido ampliamente acogidas por los lectores, y algunas llevadas al cine y la televisión.

## Literatura indígena
Al igual que la historia de la literatura universal, la literatura colombiana tiene sus orígenes en la tradición oral, y es, por tanto, una literatura oral que a posteriori ha sido consignada por escrito. No se conoce literatura indígena propiamente. Los relatos de los pueblos precolombinos eran orales.  Muchos fueron recogidos en las Crónicas de Indias que escribieron los primeros cronistas. Algunos de los relatos sobrevivientes, con sus transformaciones y metamorfosis a lo largo de los siglos, son:
- Relatos de la mitología muisca: Son relatos orales del pueblo muisca, que es el pueblo que habitaba el altiplano Cundiboyacense a la llegada de Gonzalo Jiménez de Quesada, y que fueron recopilados por distintos cronistas de Indias como Fray Pedro Simón o Lucas Fernández de Piedrahíta, entre otros. Algunos de esos relatos son el mito de Bochica o el mito de Bachué.
- Leyenda de Yurupary: Narración de origen amazónico, escrita por el indio José Roberto y traducida al italiano y publicada por primera vez por el conde Ermanno Stradelli en 1890. Yurupary es un héroe mítico, conocido en Brasil y Colombia. Recoge una historia originaria de la cuenca del río Vaupés.
- Primitivos relatos contados otra vez: Es una compilación de relatos amazónicos, compilada por el investigador Hugo Niño en 1977. Esta obra ganó el Premio Casa de las Américas en la categoría literatura para niños y jóvenes en 1976.

## Literatura del Nuevo Reino de Granada

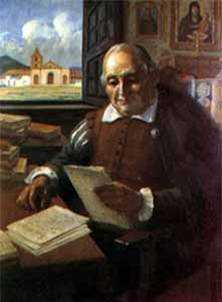
Juan Rodríguez Freyle.

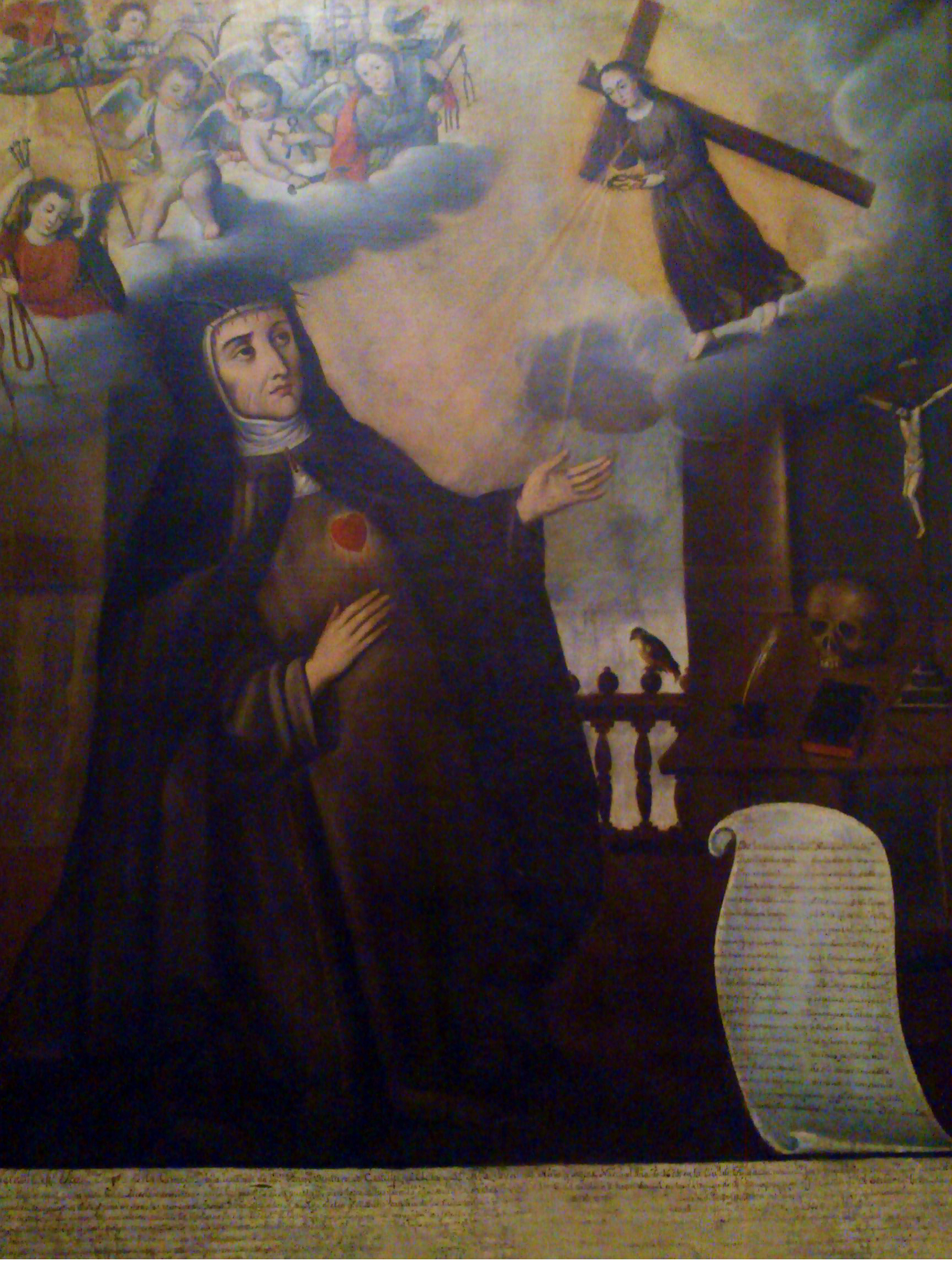
Retrato alegórico de Francisca Josefa del Castillo. Colección Banco de la República.

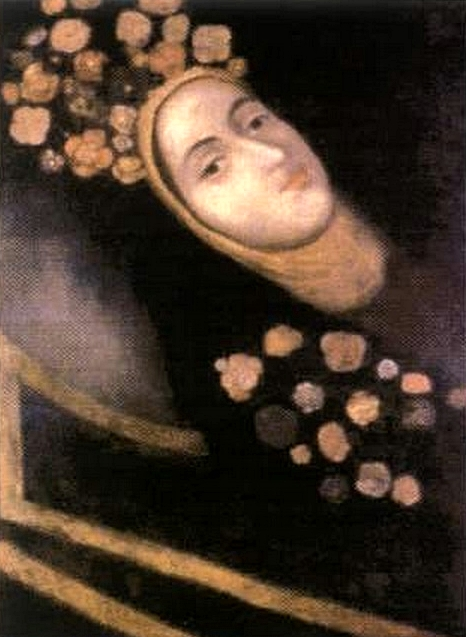
Jerónima Nava y Saavedra

En la época del Nuevo Reino de Granada se escribieron obras de diversa índole: desde literatura edificante hasta libros de ciencia, desde oratoria hasta historia y literatura. La mayoría de estos libros se publicaron en diferentes partes de Europa y unos pocos en Lima y Ciudad de México, ciudades que contaban con imprenta desde el siglo XVI.
Los intelectuales españoles y criollos se enfrentaron a un nuevo mundo, listo para ser retratado, por eso las primeras manifestaciones literarias son mayormente crónicas, donde se da cuenta de las tradiciones y costumbres, los quehaceres cotidianos y los hechos  guerreros o heroicos del nuevo continente.
Las obras de los cronistas de Indias  reflejan los primeros registros escritos, en algunos casos, con  interés y valores literarios, como ocurre con la obra de Juan de Castellanos, Elegías de varones ilustres de Indias (1589), un poema épico de registro histórico de los hechos de la Conquista.
Algunos de los escritores y escritoras más destacados de esa época son:
- Gonzálo Jiménez de Quesada: Ratos de Suesca
- Juan de Castellanos (Sevilla, 1522-Tunja, 1607). Sacerdote español, residente en Tunja por más de cuarenta años, autor del más extenso poema jamás escrito en lengua española, las Elegías de varones ilustres de Indias.
- Juan Rodríguez Freyle (Bogotá, 1566-1642). Autor neogranadino de la monumental crónica conocida como El Carnero. De familia acomodada, hizo estudios en el seminario pero no se recibió como sacerdote. Hizo parte de las guerras de pacificación indígena. En la etapa final de su vida se dedicó a la agricultura. Su libro ha estado en todas las bibliotecas de varias generaciones de neogranadinos.
- Hernando Domínguez Camargo (Bogotá, 1606-Tunja, 1659). Sacerdote jesuita y escritor. Influenciado notablemente por el gran poeta barroco Luis de Góngora y Argote, haría parte del llamado Barroco de Indias, en donde también se ubica a Sor Juana Inés de la Cruz. Sus obras más reconocidas son su relato épico Poema heroico de San Ignacio de Loyola (1666) y Ramillete de varias flores poéticas (1667).
- Juan Flórez de Ocariz (Sanlúcar de Barrameda, 1612 - Santafé, 1692). Escribano, escritor e historiador español. Conocido por su libro titulado Genealogías del Nuevo Reino de Granada.
- Fernando Fernández de Valenzuela (Bogotá, 1616-Jerez de la Frontera, 1677). Autor de una de las primeras obras de teatro del Nuevo Reino de Granada, titulada Laurea crítica.
- Pedro de Solís y Valenzuela (Bogotá, 1624-1711). Autor de El desierto prodigioso y el prodigio de desierto, considerada la primera novela hispanoamericana.[3][4]Escribió Epítome de la vida y muerte del Ilustrísimo señor doctor don Bernardino de Almanzá.
- Hernando de Angulo y Velasco. (Vélez, Nuevo Reino de Granada) Fue un alguacil del Santo Oficio en Santafé, escribano de cámara, circuló en Santafé una obra manuscrita cuyo título era Guerra y conquista de los Indios Pijaos.
- Hernando de Ospina. (Mariquita, Nuevo Reino de Granada) Escribió La Comedia de la guerra de los Pijaos, manuscrito que se perdió.
- Luis Brochero (Villa de Palma, Santafé, Nuevo Reino de Granada) Discurso sobre el uso de los coches, Discurso sobre la prohibición del duelo, Discurso sobre el uso de exponer los niños y en favor de los expósitos
- Luis de Betancur (Remedios, Antioquia) : Tratado de la preferencia que deben tener los que nacen en Indias como patrimoniales, para ser proveídos en sus iglesias y oficios
- Francisco Álvarez de Velasco y Zorrilla (Bogotá, 1647-Madrid, 1708). Era hijo de un oidor neogranadino y de la hija de un oidor de Quito. Desde muy temprano recibió formación religiosa y ejerció la vida política. Su obra fue recogida en el libro Rhytmica Sacra, Moral y Laudatiria. Al contrario de Domínguez Camargo, era un gran admirador de Francisco de Quevedo y era reticente con respecto al gongorismo, con la excepción de Sor Juana Inés de la Cruz a quien le escribió desconociendo que había muerto. Velasco y Zorrilla asume el nuevo lenguaje americano -sus modismos- con orgullo, por lo que se ha ganado el reconocimiento como 'primer poeta americano'. También se le atribuye ser precursor del neoclasicismo. Se destaca su poema Vuelve a su quinta, ah friso, solo y viudo en donde relata el triste reencuentro del hombre viudo con su hogar y cómo la ausencia de su amada transforma el ambiente para el que llega y para los que están.
- Santiago Álvarez del Castillo o fray Sebastián de Santafé
- Francisca Josefa del Castillo (Tunja, 1671-1742). Religiosa tunjana, reconocida como una de las autoras místicas más destacadas de Hispanoamérica, llegando a ser comparada con sor Juana Inés de la Cruz.
- Jerónima Nava y Saavedra (Tocaima, 1669-Bogotá, 1727). Religiosa y escritora mística, autora de algunos poemas y de una autobiografía.
- José de Vergara Azcárate (Santafé, 1684 - El Socorro, 1746). Abogado, filósofo, religioso de la orden de Santo Domingo. Escritor eclesiástico.
- Fray Andrés de San Nicolás Gutiérrez y González
- Fray Alonso de Zamora escribe Historia del Nuevo Reino, y de la provincia de San Antonino, en la religión de Santo Domingo.

## Virreinato de Nueva Granada
Con la caída de la dinastía de los Austrias y la llegada de los Borbones al trono del Imperio español, se implementaron cambios en la administración, por lo que el Nuevo Reino de Granada fue transformado en Virreinato de Nueva Granada. En 1783, por gestión del arzobispo-virrey Antonio Caballero y Góngora, llegó a Santafé de Bogotá la primera imprenta, que en principio sirvió para imprimir novenas y libros devocionales, pero que pronto fue la herramienta con la que se imprimieron los primeros periódicos del país, como el Papel Periódico de Santa Fe, fundado en 1791 bajo la dirección del cubano Manuel del Socorro Rodríguez. Nacen por esas épocas, en varias regiones del virreinato una generación de intelectuales interesados en la filosofía, teología, jurisprudencia e idiomas como el griego y el latín, además las bibliotecas de estas personas estaban compuestas de literatura en castellano y francés, algo de italiano, alemán y el inglés como se encuentra en la biblioteca del sabio Mutis. 

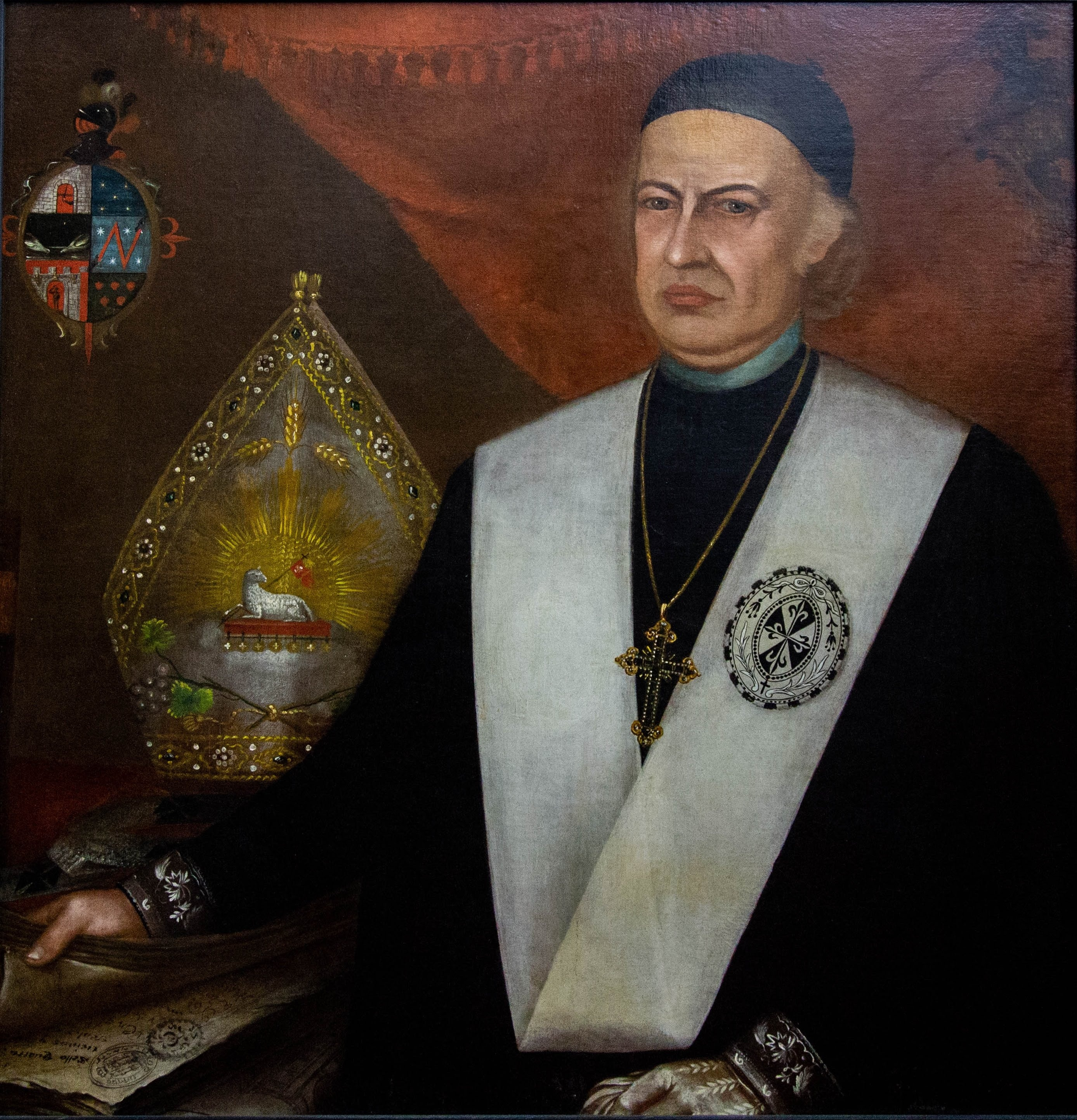
Arzobispo Fernando Caicedo y Flórez

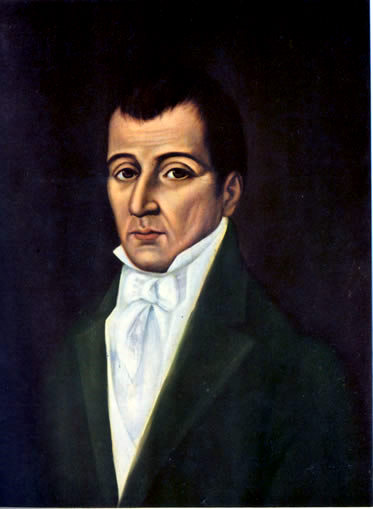
Joaquin Camacho

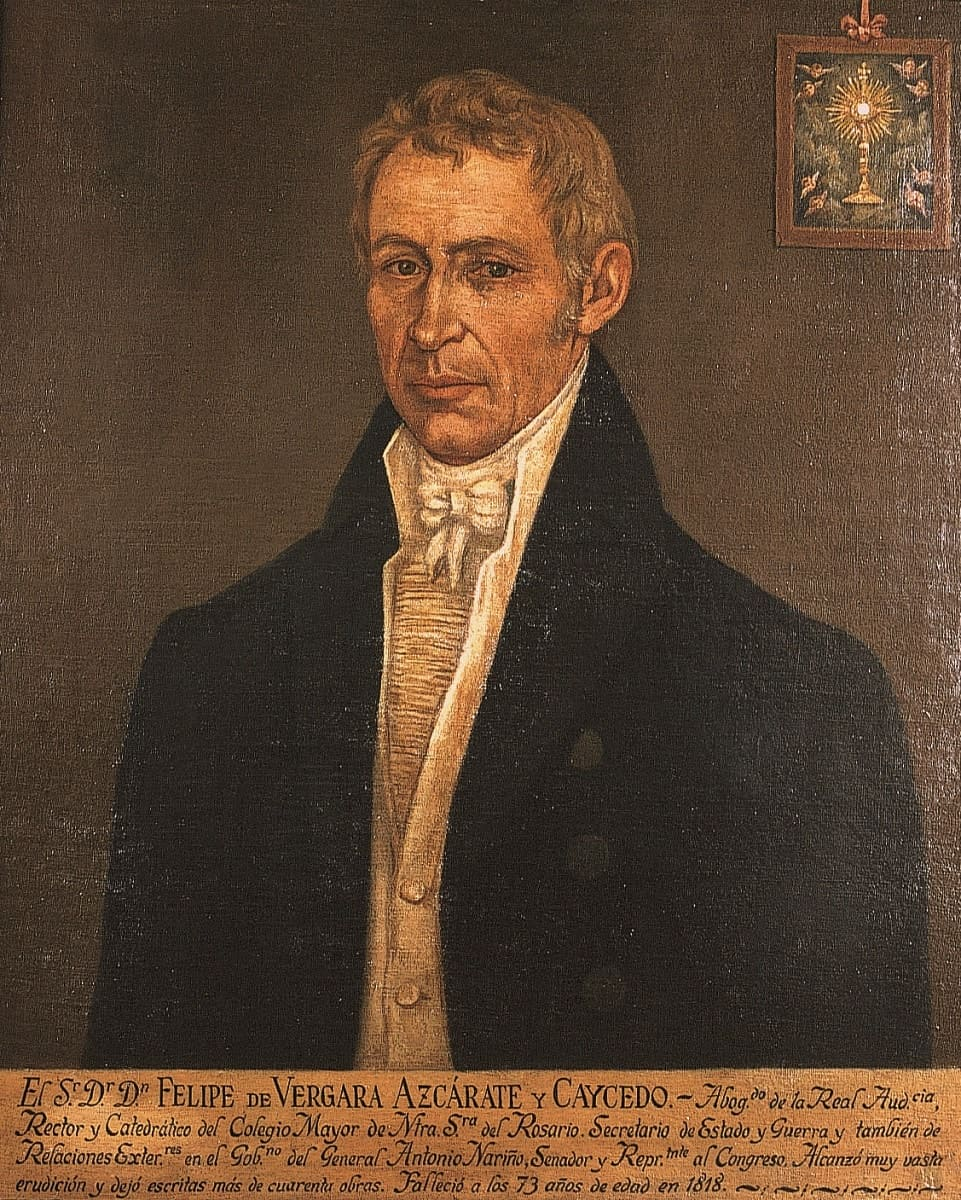
Felipe de Vergara Azcarate y Caycedo

Generación de Intelectuales del Virreinato
- Eusebio Borrero y Costa, Cali. 1790
- Fernando Caicedo y Flórez, Popayán, 1756.
- Domingo Caicedo y Sanz de Santamaría, 1783.
- Francisco José de Caldas, 1767
- José Joaquín Camacho y Lago, Tunja, 1766
- Pedro de Acevedo y Sánchez de Tejada, 1799.
- José María de Botero y Cadavid, 1789.
- Ignacio de Herrera y Vergara, Cali, 1769.
- Lino de Pombo, Cartagena, 1797.
- José Manuel Fernández Saavedra, 1796.
- José Luis Fernández de la Madrid y Castro, Cartagena, 1789.
- Juan Fernández de Sotomayor, Cartagena, 1777.
- Francisco Antonio García de Tejada y Castillo, Popayán, 1783.
- Rafael Lasso de la Vega y Lombardo, Panamá.
- Jorge Tadeo Lozano y Manrique, Santafé, 1771.
- José Félix Merizalde, 1787.
- Joaquín de Mosquera y Arboleda, Popayán, 1787.
- Santiago Pérez de Arroyo y Valencia, 1794.
- José Ignacio Pombo, Popayán, 1761.
- Miguel de Pombo y Pombo, 1779.
- Andrés Rosillo y Meruelo, Socorro, 1758.
- Camilo Torres Tenorio, Popayán, 1772.
- Francisco Antonio Ulloa y Campo Larraondo, Popayán, 1783.
- Juan Eloy de Valenzuela y Mantilla, 1756.
- Pedro Fermín Vargas, San Gil, 1762.
- Felipe de Vergara Azcárate y Caicedo, Santa fe, 1745.
- Fernando de Vergara Azcárate y Caicedo, Santa fe, 1763.
- Francisco Antonio Vélez Ladrón de Guevara.

Por la misma época se iniciaron las primeras tertulias literarias, en las que no solo se discutía de literatura sino también de política y actualidad. Entre las tertulias más importantes se destacaron la Tertulia Eutropélica y la Tertulia del Buen Gusto. 

### Tertulia 1,El Arcano Sublime de la Filantropía

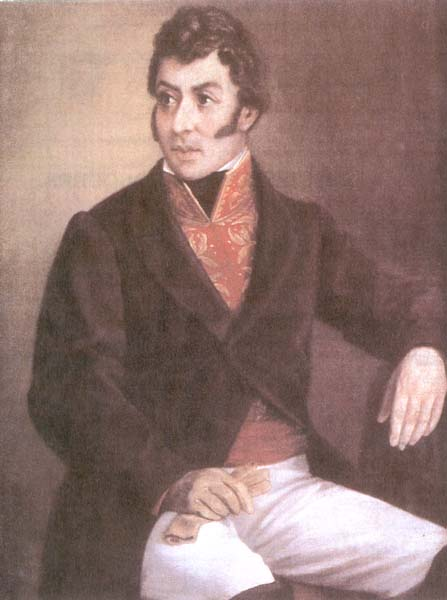
Antonio Nariño

Tertulia fundada en 1789 por Antonio Nariño, criollos ilustrados se reunía en su casa con el fin de mantener un grupo literario entre la alta sociedad neogranadina, funcionó entre los años 1789 y 1794. Fue el primer espacio de sociabilidad política del Virreinato de la Nueva Granada y de la América Española. También sirvió como biblioteca y librería donde su grupo cercano intercambiaba libros, escritos, periódicos, artículos y gazetas. 

### Tertulia 2, Eutropélica
Esta tertulia literaria estaba encabezada por el cubano Manuel del Socorro Rodríguez, fundador del primer periódico del Virreinato y director de la primera biblioteca pública de Santafé de Bogotá. La tertulia estaba integrada por jóvenes que acudían a la biblioteca y que por las noches se quedaban allí para discutir sobre literatura y política, además de hacer competiciones poéticas y de prosa. Algunas de las obras fueron publicadas en el Papel Periódico de Santa Fe. Algunos de los miembros más destacados de esta tertulia fueron los tres payaneses José María Valdez, Francisco Antonio Rodríguez y José María Gruesso, entre otros.

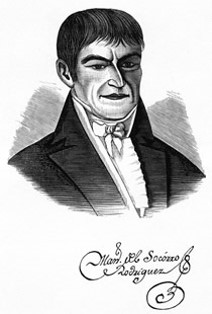
Manuel del Socorro Rodríguez

### Tertulia 3, del Buen Gusto
Fundada en 1801, esta tertulia literaria tenía lugar en la casa de doña Manuela Sanz de Santamaría de Manrique, una dama muy culta que además de su interés literario también tenía conocimientos de botánica. Tenía un gabinete de historia natural, formado y clasificado por ella misma, que servía como "museo" en la capital del Virreinato. Por las noches se llenaba su casa con todos los jóvenes interesados en la literatura. Entre los contertulios se encontraban los hijos de doña Manuela, llamados Tomasa y José Ángel, que aún eran adolescentes. José Ángel fue autor de un poema burlesco titulado Tocaimada, y participó en la conspiración de 1794, junto con otros jóvenes entre los que se encontraba Antonio Nariño. Otros contertulios destacados fueron José María Salazar, José Miguel Montalvo, Estanislao Vergara, José Fernández Madrid, Frutos Joaquín Gutiérrez, José María Gutiérrez, Francisco Antonio Ulloa, Camilo Torres, Manuel Rodríguez Torices y Custodio García Rovira, entre otros.

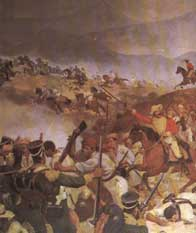
La Batalla de Boyacá selló la independencia de Colombia.

## SigloXIX

### Literatura de la Independencia

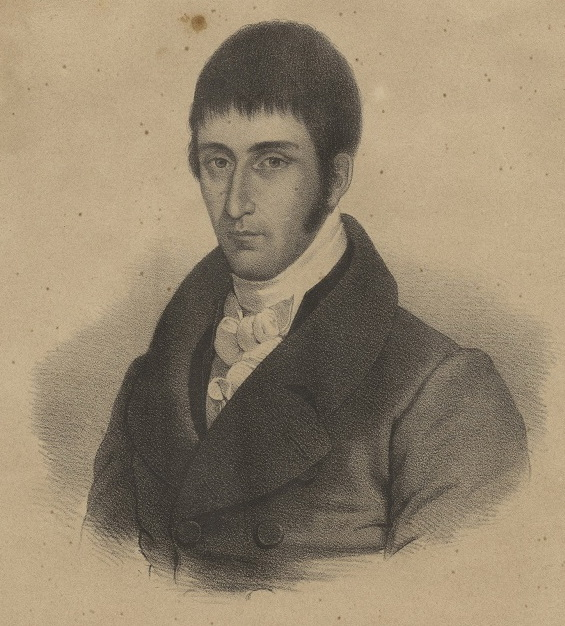
Francisco José de Caldas

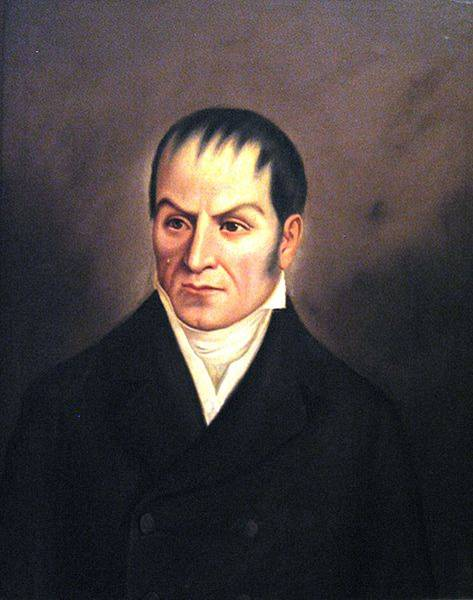
Camilo Torres Tenorio

La literatura colombiana durante los convulsionados años de la Independencia, así como todas las antiguas provincias españolas en el continente, se vio influenciada por el ánimo político, lo que determinó el pensamiento y el estilo de los autores criollos. Durante este periodo se destacaron los géneros literarios de la crónica y la poesía.
La literatura colombiana no deja de ser vinculada estilísticamente a la hispánica y aquel sabor independentista e inconforme ante el estado de cosas coincide a la vez con el romanticismo en boga que dominaría todo el siglo XIX en Colombia. El de la Independencia se ha considerado como un período de transición entre el Neoclásico y el Romanticismo.
Se destacan:
- José Celestino Mutis (Cádiz, 1732 - Bogotá, 1808). El sacerdote y científico español es bien conocido por sus estudios botánicos y sus dibujos de la flora americana. También hizo estudios lingüísticos sobre los idiomas indígenas nativos. Su obra más conocida es Flora de la Real Expedición Botánica del Nuevo Reino de Granada: 1783-1816.

- Francisco José de Caldas (Popayán, 1768 - Bogotá, 1816). Apodado el Sabio por su erudición, escribió sobre la geografía del país.

- Simón Bolívar (Caracas, 1783 - Santa Marta, 1830).  El discurso político de entonces, liderado por el propio Libertador, marcaría fuertemente la vida literaria del país.

- Antonio Nariño (Bogotá, 1765 - Villa de Leyva, 1823). Nariño representa al intelectual de la época, una figura fundamental en el naciente periodismo americano, así como un importante actor político y militar. Su traducción de los derechos del hombre lo hizo ser castigado por el gobierno español.

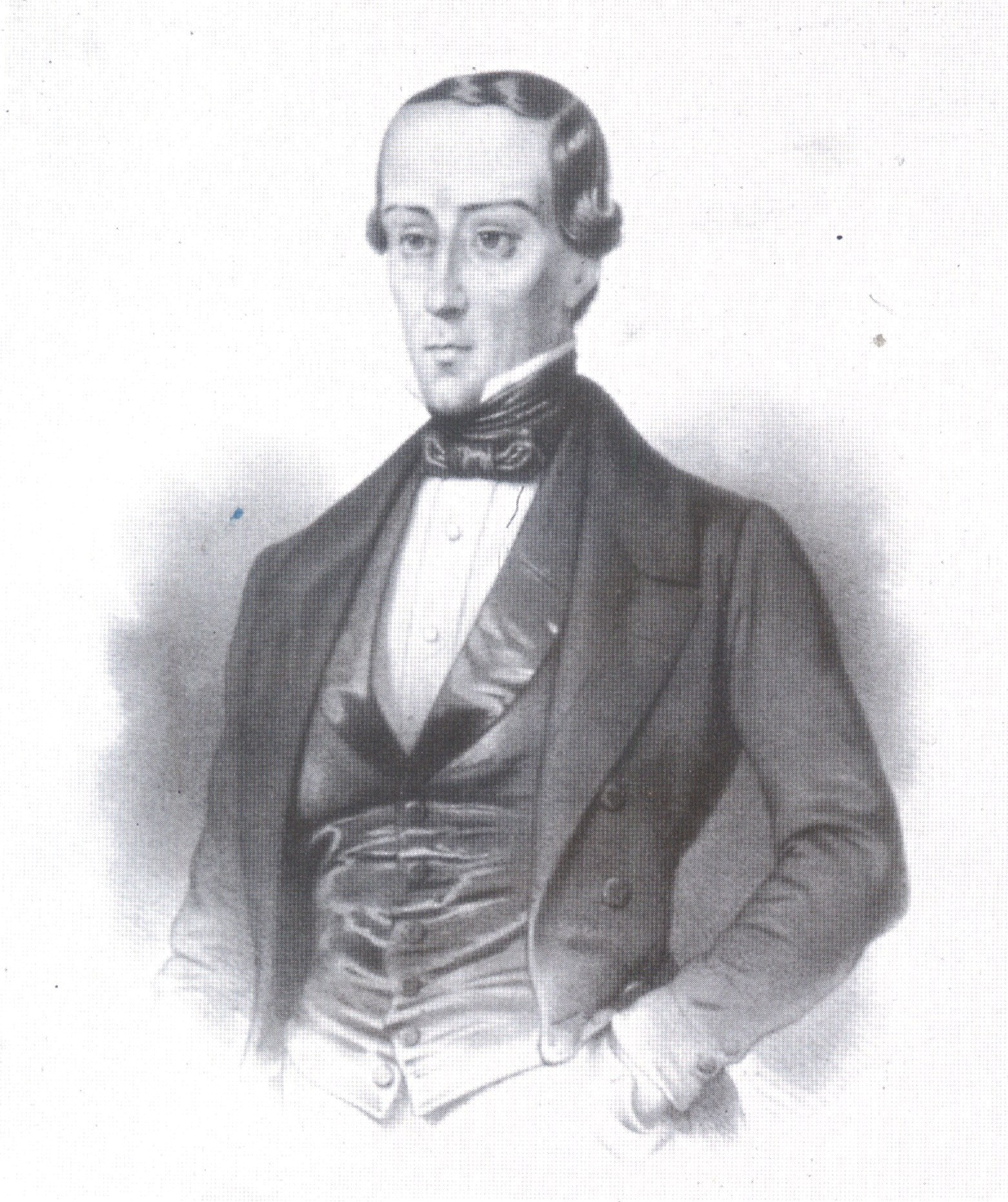
Luis Vargas Tejada

- Luis Vargas Tejada 'Camilo Torres' (Popayán, 1766 - Bogotá, 1816). Abogado, intelectual, político y prócer. Es famoso su Memorial de Agravios, un texto donde criticaba al gobierno español.
- 'Felipe de Vergara' (Santafé, 1745 - 1818). Abogado, teólogo, matemático y filósofo. Fue una de las personalidades intelectuales más destacadas del Virreinato a finales del siglo XVIII. Dejó más de 40 escritos sobre filosofía, matemáticas, geometría, aritmética, astronimía y derecho.

Durante este periodo se produjeron obras de teatro por dramaturgos como José María Salazar, José Miguel Montalvo, José Fernández Madrid y José Domínguez Roche.
- Luis Vargas Tejada (Bogotá, 1802 - 1829). Fue fabulista, poeta, traductor y el más conocido dramaturgo de la época. Fue autor de varias obras como Sugamuxi, A mis Amigos, A mi lira, Recuerdo de Boyacá, La madre de Pausanias, Doraminta, Catón de Útica y la comedia Las convulsiones, representada en julio de 1828.

En la poesía se produjeron versos satíricos, versos políticos, así como cantidad de versos en honor a la recién fundada patria.
- José Joaquín Ortiz (Tunja, 1814 - Bogotá, 1892). Famoso por su poema "La bandera colombiana", escribe acerca de la patria, la naturaleza y los símbolos nacionales, entre otros.

La decisión unánime de los padres de la patria de proteger y promover el idioma español o castellano en el suelo nacional evidencia la gran importancia que la época daba a la palabra. De allí que sea Colombia la primera nación hispanoamericana en fundar en 1871 la Academia Colombiana de la Lengua; Ecuador lo hará poco después en 1874 con la Academia Ecuatoriana de la Lengua y Venezuela en 1883 con la Academia Venezolana de la Lengua para completar el cuadro de las naciones neogranadinas e integrarse posteriormente en lo que hoy se conoce como la Asociación de Academias de la Lengua Española (Panamá conformará su propia Academia Panameña de la Lengua en 1923).

### La constitución de la República

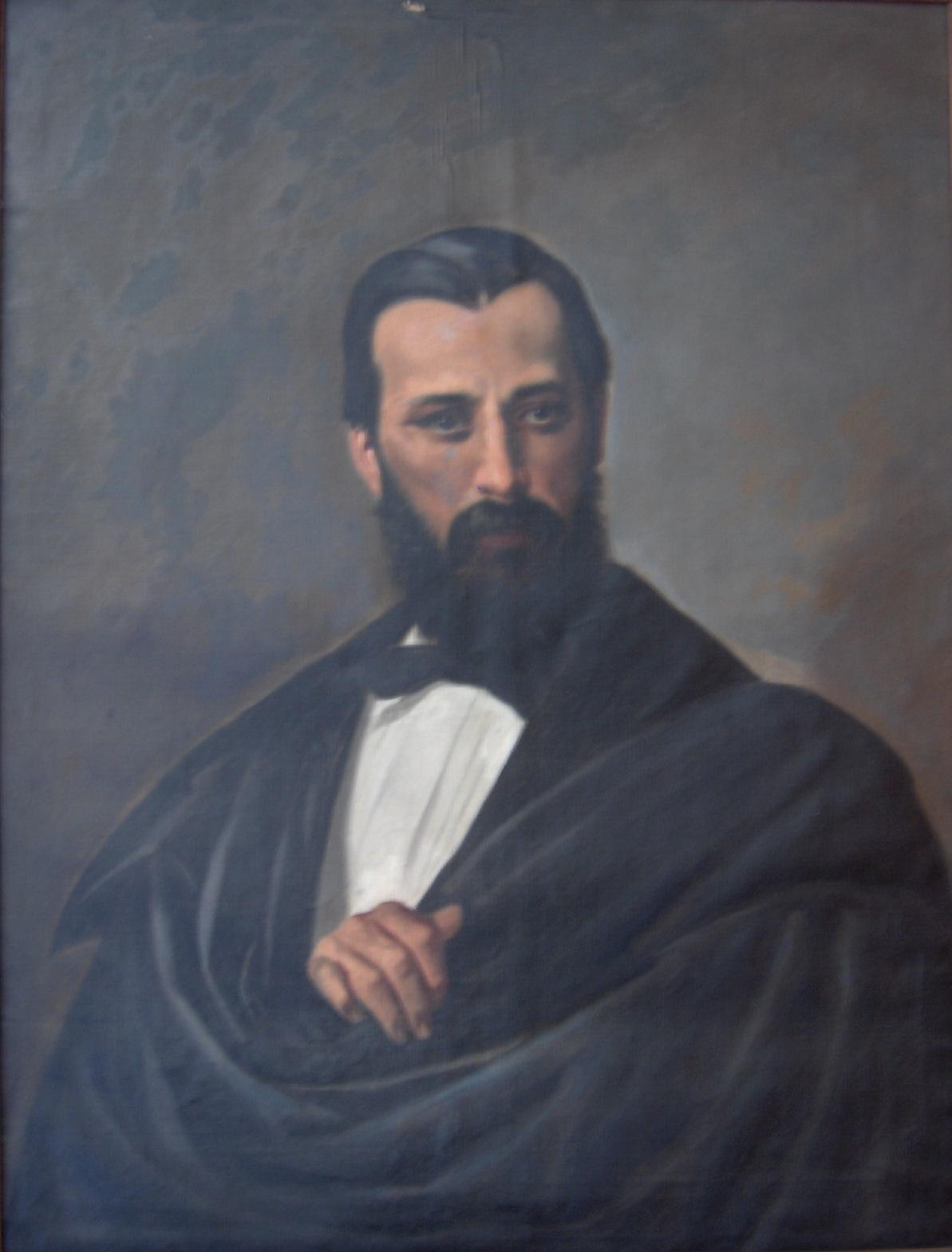
José María Vergara y Vergara (1831-1872). Óleo de Ramón Torres Méndez.

La necesidad de construir una literatura nacional surge del proyecto político de conformar una nación colombiana[cita requerida]; por consiguiente, durante este periodo se puede evidenciar una estrecha relación entre la literatura y la política[cita requerida]. La creación de la categoría de “literatura nacional” abarca no solamente las obras producidas durante el siglo XIX, sino que también trata de encajar las producciones literarias de siglos anteriores dentro de dicha categoría, con el fin de argumentar la idea[cita requerida] de que la nación colombiana siempre ha existido en sí misma y, por consiguiente, su literatura también. En consecuencia, se pueden evidenciar los primeros intentos de escribir una historia de la literatura nacional. Un ejemplo de ello es la Historia de la literatura en Nueva Granada (1867) escrita por el bogotano José María Vergara y Vergara.
La obra de Vergara y Vergara crearia un movimiento literario en Colombia que afirma la hispanidad en la academia, plasma la importancia de la tradición escrita y ayudaría a sedimentar el desarrollo del costumbrismo colombiano que después se volvería muy conocido por Eusebio Caro y Mariano Ospina Rodríguez.
La literatura colombiana que se está conformando en ese momento entra dentro de las lógicas de progreso. Por ejemplo, la Historia de la literatura en Nueva Granada, escrita por José María Vergara y Vergara en el 1876 tenía la “[…] necesidad de escribir una historia propia que se desprendiera de la española en el reconocimiento de una tradición, a la vez que de estudiar su desarrollo en América”. Para Vergara la literatura del siglo XIX era resultado de la producción escrita que se había generado tiempo atrás, tomando como referencia la idea de un progreso literario que va de la mano con el desarrollo de las sociedades, en consecuencia, se afirma la “[…] existencia de un movimiento literario, digno de mención y aplauso, anterior a 1810”. Se tiene la pretensión de construir una tradición literaria que dé cuenta del progreso nacional.
No obstante, la conformación de una “Literatura nacional” en el contexto del progreso moderno, presenta una paradoja: Por un lado, el progreso implicaba no volver a lo tradicional porque esto significaba un retroceso al pasado. Por el otro lado, el pasado era necesario para legitimar el proceso presente de la conformación de un Estado nacional. De esta forma, las propuestas para la conformación de una literatura nacional fueron variadas, es decir que la creación de una literatura nacional debe pensarse no como una sola propuesta que responde a un solo proyecto político. Al igual que dichos proyectos políticos, las propuestas literarias eran diversas y apuntaban a señalar diferentes puntos de vista de acuerdo con el autor que las escribía. 

### El romanticismo
El Romanticismo es un movimiento cultural de origen europeo que emerge como una reacción a la tradición clasicista. La literatura del Romanticismo representa el individualismo, la libertad de creación y la expresión artística, entre otros. En Colombia, su auge coincide con la gesta y el espíritu de la Independencia y con el proceso de representación de la nueva sensibilidad nacional. Se destacan algunos temas, como:

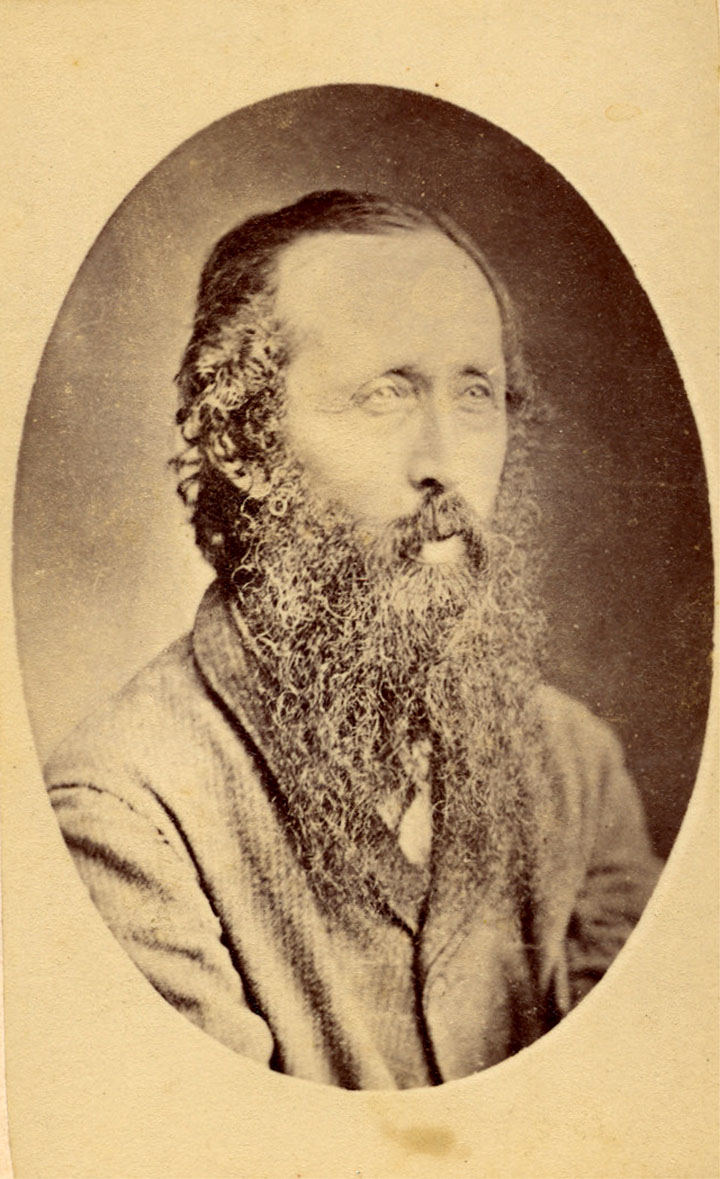
Epifanio Mejía

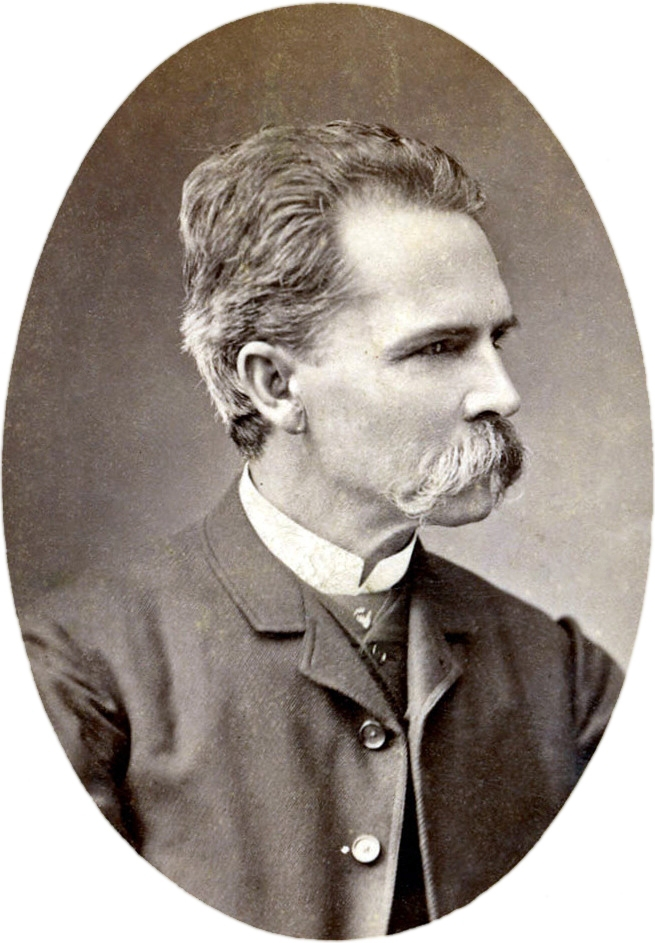
Jorge Isaacs

- El paisaje: El hombre romántico adapta el paisaje a sus sentimientos. Para algunos autores, esta temática es la que justifica la idea de la existencia del romanticismo en Colombia, ya que los autores europeos hablaban de la vuelta a la vida natural y su belleza.
- La exaltación de lo nacional y lo popular: a través de la voz o la actuación de diversos personajes se reconstruyeron aspectos del folclor y de las expresiones culturales del territorio colombiano.
- La vida y la muerte: El dilema existencialista se vio reflejado en novelas como María, en las que el hombre sufre por un destino que domina su voluntad. El amor que sienten Efraín y María se ve siempre afectado por los problemas sociales y cuando estos se resuelven, la muerte demuestra la imposibilidad de su amor.

Una primera corriente romántica, entre 1830 y 1860, coincide con los movimientos de liberación nacional y los periodos de estabilización gubernamental. Se celebra la idea de la patria y los valores cívicos de las nuevas sociedades. Se puede identificar con los autores siguientes:
- José Eusebio Caro (Ocaña, 1817 - Santa Marta, 1853). Poeta, periodista y escritor; también fue ideólogo y fundador del Partido Conservador Colombiano.
- Julio Arboleda (Timbiquí, 1817- Berruecos, 1862). Poeta, dramaturgo, periodista y estadista, elegido presidente de la Confederación Granadina en 1861.
- Gregorio Gutiérrez González. (La Ceja del Tambo, 1826 - Medellín, 1872). Poeta, reconocido principalmente por Memoria sobre el cultivo del maíz en Antioquia.

Una segunda corriente romántica, aproximadamente desde 1860 hasta 1880, coincide con la organización del estado nacional. Entre los exponentes asociados con esta etapa se encuentran:
- Epifanio Mejía (Yarumal, 1838 - Medellín, 1913). Poeta, autor de la letra del Himno de Antioquia.
- Rafael Pombo (Bogotá, 1833 - 1912) fue un escritor, poeta, fabulista, traductor, intelectual y diplomático. Es reconocido por sus fábulas infantiles como La Pobre Viejecita, Simón el Bobito y El Renacuajo paseador.
- Candelario Obeso (Mompóx, 1849 ‒ Bogotá, 1884). Se le considera uno de los primeros poetas negristas; fue novelista, dramaturgo y catedrático.
- Miguel Antonio Caro (Bogotá, 1843 - 1909) fue un humanista, periodista, escritor, filólogo y político colombiano.
- Julio Flórez (Chiquinquirá, 1867 - Usiacurí, 1923) fue un poeta perteneciente al grupo Gruta Simbólica.
- Agripina Montes del Valle (Salamina, 1844 - Anolaima, 1912). También conocida como “Azucena del Valle”, “Porcia” y “La Musa del Tequendama”, fue una poetisa, escritora, literata e intelectual colombiana, reconocida por sus obras dedicadas a la belleza de su país y su región, y a las mujeres colombianas y latinoamericanas.
- Jorge Isaacs (Santiago de Cali, 1837 - Ibagué, 1895). Su padre era un judío inglés procedente de Jamaica, que se instaló primero en el Chocó y después en Cali, donde se casó con la hija de un oficial de la Marina española. El padre fue propietario de la hacienda "El Paraíso", el escenario de la obra más importante del escritor, su novela María (1867).

### El costumbrismo

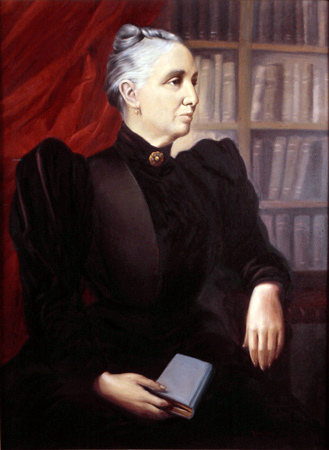
Soledad Acosta de Samper

Fue un movimiento literario impulsado por escritores de la aristocracia criolla como José Eusebio Caro y Mariano Ospina Rodríguez que se reunían a escribir artículos, crónicas, y novelas que compartían en sus grupos sociales y en las tertulias a las que acudían. Posteriormente José María Vergara y Vergara tomaría vocería del movimiento y del grupo ideológico con el fin de reivindicar las tradiciones y costumbres hispanas, la religión, la identidad y la conciencia nacional.

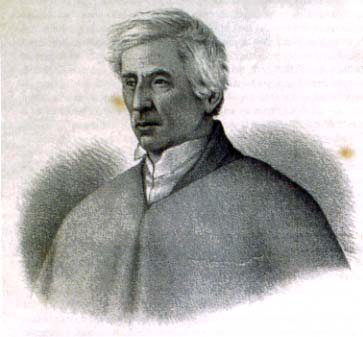
escritor colombiano Eugenio Díaz Castro

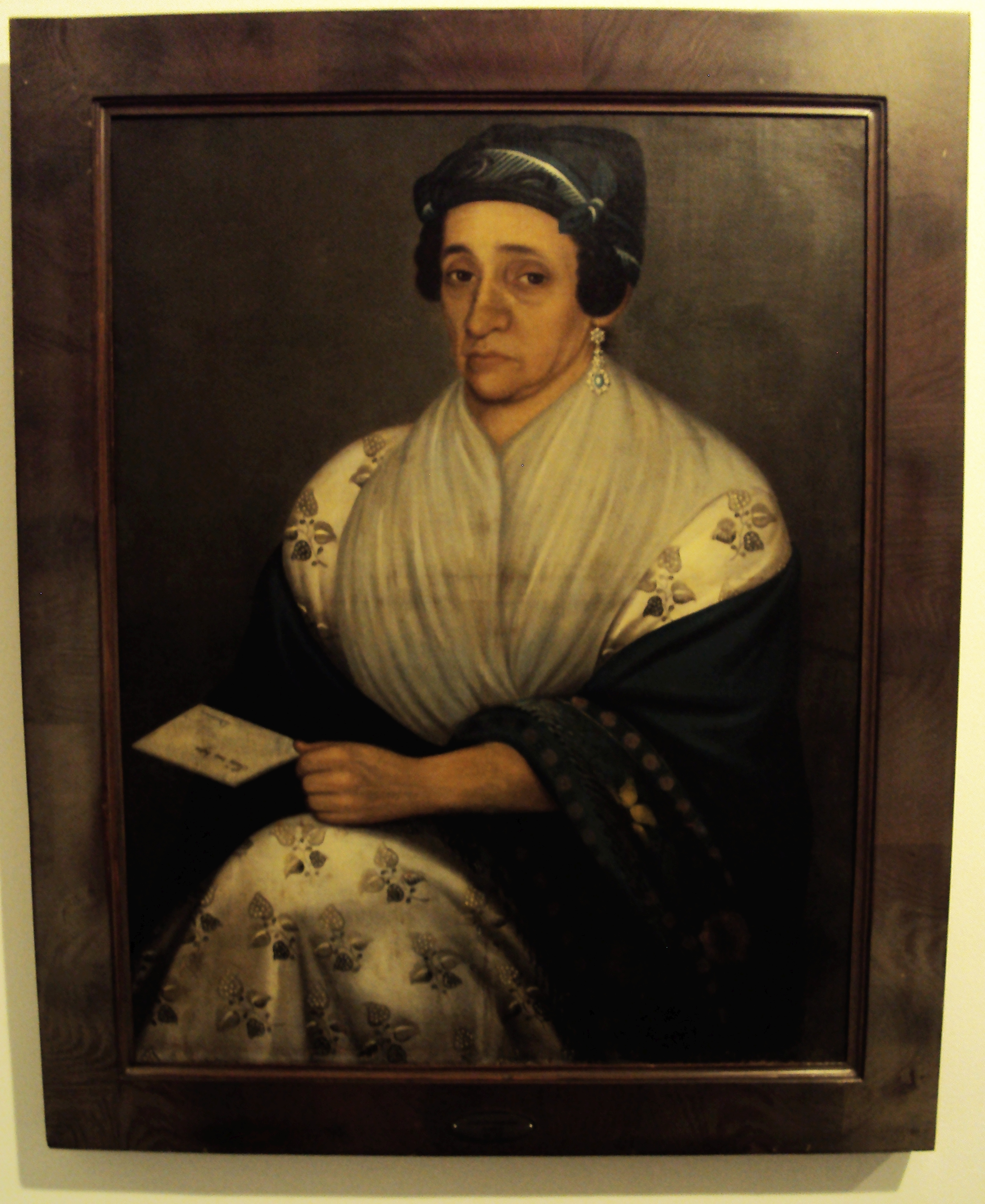
Josefa Acevedo de Gómez

El mayor interés del costumbrismo era retratar la sociedad decimonónica en sus costumbres. El costumbrismo colombiano tuvo su mayor auge durante el periodo de 1840-1850; además, estaba encaminado a romper con un pasado español que, según el texto de Beatriz González-Stephan “Visiones paródicas: risas, demonios, jocosidades y caricaturas”, había truncado los proyectos nacionales posteriores a la independencia. De esta forma, el costumbrismo no mostraba una realidad nacional  en conflicto, sino, más bien, estática e histórica donde se destacaba un entorno mayormente rural, exaltando entornos naturales vírgenes y representando a sectores de la población que no pertenecían a las elites, identificando sus características raciales con un determinado modo de vida.

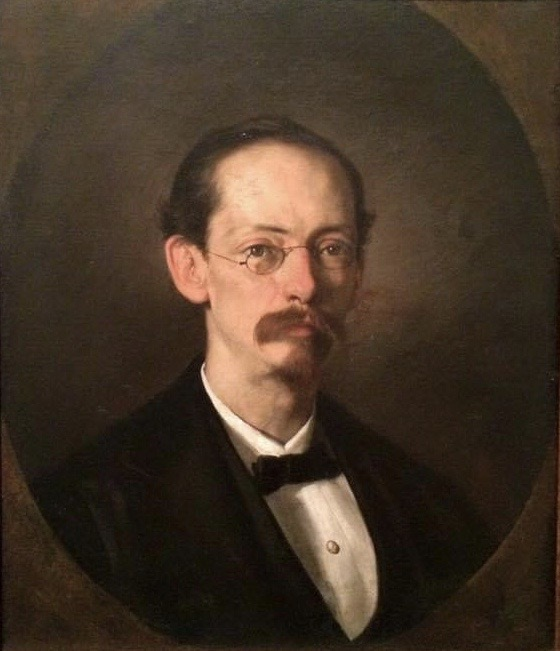
Rafael Pombo Rebolledo

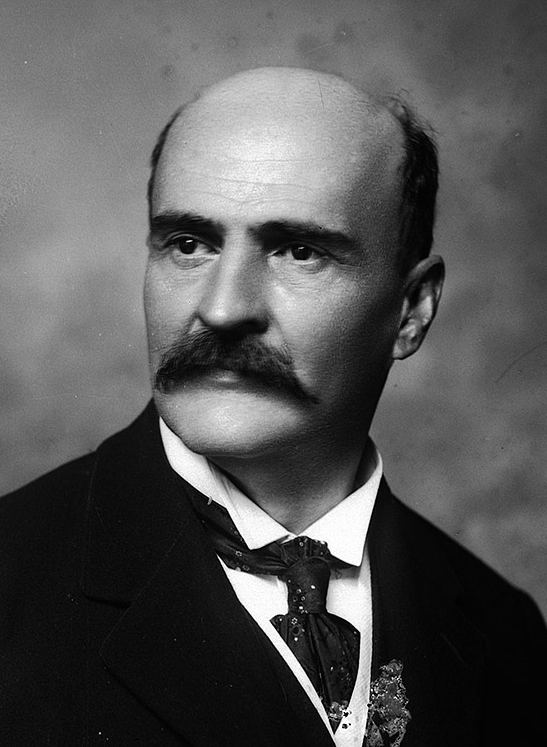
Tomás Carrasquilla

Sin embargo, esta forma de representar a los sectores populares cumple una función política: Toda forma de resistencia a la conformación de un proyecto nacional homogéneo fue representada de tal forma que entraba a ser parte del sistema de pensamiento de las élites colombianas:

"La cuestión era reducir cualquier forma de resistencia […] a una referencia fácilmente manejable dentro del pensamiento letrado: lo “otro” [Con lo “otro”, la autora se refiere a los sectores populares que no se acomodaban del todo al proyecto nacional de las élites, por ejemplo, algunos grupos indígenas o algunos grupos afrocolombianos] fue convertido, en el más flagrante de los casos, en pura naturaleza o paisaje, en selva o llano, en sierra o costa; y en el menos, re-convertido en cuadro de costumbres. El hombre popular aparecía entonces como una tarjeta postal, reducido a cromo literario, fetichizado bajo la paleta pintoresquista".

Los costumbristas se ocuparon de señalar los rasgos generales de un pueblo a través de los personajes de sus relatos. En muchos casos, se asumió una postura crítica frente a la sociedad, pues constituye el retrato de los males de una sociedad por culpa del gamonalismo y las guerras civiles. El costumbrismo no se puede separar completamente del romanticismo, ya que encontramos novelas con tramas románticas con toques naturalistas.
- José Eugenio Díaz Castro (Soacha, 1803 - Bogotá, 1865). Célebre por su novela Manuela, (1856) considerada en su época la novela nacional y una de las iniciadoras del género costumbrista en Colombia.
- María Josefa Acevedo de Gómez (Santafé, 1803 - Pasca, 1861). Poeta, biógrafa, ensayista y escritora de cuadros de costumbres, escribió sobre el amor filial, al amor romántico, la moral social, la historia y las costumbres.

- Eustaquio Palacios (Roldanillo, 1830 - 1898). Su obra más importante es El alférez real de corte histórico-romántico.
- José María Vergara y Vergara (Santafé,1831 - Santafé, 1872). Político, historiador y escritor. Sus cuadros de Costumbres, Las tres Tazas, El chino de Bogotá. Fue el primer historiador de la literatura colombiana, fundador del periódico El Mosaico y de la Academia Colombiana de la Lengua.

- Luis Segundo de Silvestre (Bogotá, 1838 - 1887). Su novela Tránsito relata el encuentro de un joven de la capital, Andrés, y una campesina de la provincia, Tránsito.

- Soledad Acosta de Samper (Santafé, 1833 - 1913). Novelista, cuentista, periodista, historiadora y editora; fue una de las escritoras más prolíficas del siglo XIX.

- Rafael Pombo (Santafé, 1833 - 1912). Uno de los poetas románticos más importantes del continente, Pombo escribió fábulas célebres como El renacuajo paseador y La pobre viejecita. El poema más importante en el costumbrismo es Noche de Diciembre.
- Tomás Carrasquilla (Santo Domingo, 1858 - Medellín, 1940).Un gran escritor y humorista. Sus obras rescatan  las costumbres, leyendas y mitologías provenientes del nordeste antioqueño con un humor sin igual.

### Tertulia 4, El Mosaico

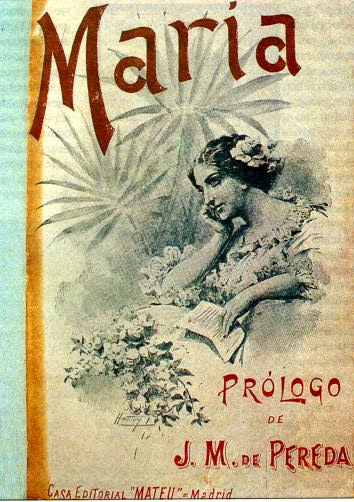
Portada de la novela María de Jorge Isaacs publicada en 1899 por Éditions Mateu. Prólogo de José María de Pereda

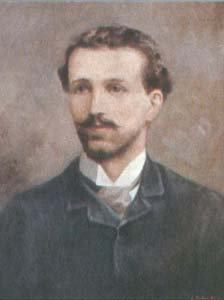
José Asunción Silva

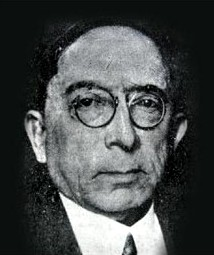
José María Vargas Vila

Fue fundada por José María Vergara y Vergara y Eugenio Díaz Castro en 1858 junto a un periódico con el mismo nombre considerado como una de las primeras revistas en promover la literatura nacional colombiana. Además fue la tertulia literaria más famosa de Colombia durante el siglo XIX ya que conglomeró a los escritores más representativos de la segunda mitad del siglo como José María Samper, Lorenzo María Lleras, Diego Fallón, Ricardo Carrasquilla, Ezequiel Uricoechea, también importantes figuras políticas como José María Quijano Otero, Salvador Camacho Roldán y José Manuel Marroquín. Estos últimos dos llegarían a ser presidentes de Colombia. La tertulia entregó resultados en lo literario, periodístico y cultural, su objetivo principal era divulgar la literatura nacional colombiana, la obra principal de Díaz, Manuela, hoy aclamada como obra nacional es publicada por primera vez en El Mosaico, adicionalmente, Vergara y Vergara publica El espíritu del Siglo y se convierte en el mentor literario de Jorge Isaacs quien lo presenta a su grupo de El Mosaico y Isaacs posteriormente publicaría su única obra María (1867).Se terminó con la Muerte de Vergara en 1872

### El modernismo
El modernismo fue un movimiento literario que se desarrolló entre los años 1880-1910 a lo largo de Hispanoamérica que se caracterizó por una ambigua rebeldía creativa, un refinamiento narcisista y aristocrático, el culturalismo cosmopolita y una profunda renovación estética del lenguaje y la métrica.
- José Asunción Silva (Bogotá, 1865 - Bogotá, 1896) fue un precursor de la modernidad literaria en Colombia.. Realizó su educación de forma autodidacta desde que abandonó los estudios en 1878. Vivió en Londres, París y  Suiza, donde conoció a los escritores y pintores de las vanguardias europeas del sigloi XIX, que van a influir y determinar su obra poética y en prosa.. Se suicidó tras el fracaso de intento del último negocio: una fábrica   de baldosines, y las consiguientes deudas. Lo más recordado de su obra son los líricos y musicales  Nocturnos y las reflexivas Gotas amargas. Su novela De Sobremesa ilustra las tendencias y cánones estéticos finiseculares  más importantes de su tiempo. Su biografía  más completa es la escrita por   Enrique Santos Molano: El corazón del poeta. El libro de la profesora María Dolores Jaramillo, José Asunción Silva, poeta y lector moderno, ilustra las tendencias e ideas estéticas finiseculares europeas que enmarcan la escritura del poeta colombiano.
- Guillermo Valencia (Popayán, 1873 - Popayán, 1943). Poeta, político y diplomático colombiano, miembro del Partido Conservador Colombiano. Su obra poética fue considerada principal durante varias décadas, y leída y recitada en colegios y universidades del país durante muchos años.

- José María Vargas Vila (Piedras, Tolima 1860 - Barcelona, 1933). Uno de los personajes más polémicos de principios del siglo XX en América, se caracterizó por sus ideales liberales radicales y la consecuente crítica contra el clero, las ideas conservadoras y la política imperialista de Estados Unidos. Se reconoce más como un activista y  panfletista.

### Géneros literarios en elsigloXIX

#### La novela
El siglo XIX colombiano implicó que los neogranadinos, después del proceso de independencia, buscaran enmarcar su propia historia en la historia de Occidente, así, se empezaron a elaborar textos donde el lector encontrara un sentido en un contexto histórico más general. En consecuencia, la producción literaria se vio influenciada por esta necesidad de pertenencia a un marco más universal.
Al enmarcar una categoría como “novela” dentro de la producción literaria del siglo XIX colombiano se hacen evidentes los debates que implican adoptar una idea europea en los cánones propios con el fin de crear un discurso nacional. En Europa existía un debate en torno al romanticismo y al clasicismo como movimientos artísticos que permeaban la literatura europea: “[…] no siempre se aceptó la tradición española [en la literatura del siglo XIX en Colombia], pues también estuvo presente el problema de la emancipación literaria como una necesidad de construir otras formas de historia”. Dichos debates se trasladaron al contexto nacional donde los neogranadinos vieron la necesidad tomar posición ante la discusión, pero diferenciando su producción literaria de la de Europa. Así, se evidencian nuevamente las preguntas acerca de si se está generando una literatura nacional propia o si se está copiando lo que viene de Francia o España.
La novela es una categoría que se construye bajo parámetros europeos, pero que, de igual forma, da cuenta de las experiencias que se generaban en la naciente República colombiana. No obstante, estaba en medio de una paradoja en donde se discutía su carácter “tradicional”, en tanto es una categoría que viene de Europa, y su carácter “moderno”, en tanto se constituye como una herramienta para plasmar diferentes discursos nacionales durante la segunda mitad del siglo XIX. Las “novelas fundacionales” que surgen durante este periodo en Colombia son una expresión artística que se articula acorde al discurso político de la conformación de nación.
Las mujeres también empezaron a escribir, aunque quienes lo hacían pertenecían a familias pudientes. Una muestra de ello es la novela Un asilo en La Guajira de Priscila Herrera de Núñez —de quien se dice, fue cuñada del presidente Rafael Núñez—, escrita en 1869 pero publicada en 1936 y corregida en 2007. Uno de los primeros trabajos literarios de los que se tiene registro en el Estado Soberano del Magdalena, la novela relata el exilio de una viuda en una ranchería wayú —Herrera no nombra a la viuda, pero sí a su marido—, quien abandonó Riohacha con sus dos hijos tras el asesinato de su esposo en medio de una guerra que arrasó con la ciudad.

#### La prensa y la novela folletín
La novela por entregas es un género que tiene su origen en Europa y que llega a América posteriormente. Para la segunda mitad del siglo XIX, este género se fortalece en Colombia a la par con el surgimiento de las primeras novelas fundacionales como Manuela de José Eugenio Díaz Castro o María de Jorge Isaacs y con la consolidación de una prensa nacional. De este modo, las obras literarias eran publicadas en una sección del periódico de forma fragmentada y periódica, haciendo que el lector siguiera la historia por medio de las publicaciones de prensa.
Es importante señalar que la prensa generó un “nuevo lenguaje” sobre los temas religiosos y políticos que se debatía entre la tradición española y la necesidad de aspirar a otras propuestas encaminadas a consolidar el componente nacional. En consecuencia, se evidenciaron tensiones entre las publicaciones hechas en Colombia y las que venían de España u otros países de Europa. En un primer momento, las publicaciones extranjeras fueron mayores en la prensa nacional, sin embargo, para la segunda mitad de la década de 1850 esta situación cambia, aumentando las publicaciones neogranadinas, así, la literata e historiadora Carmen Elisa Acosta señala que:

"[…] entrando el siglo XIX, en la década del treinta, aún no se contaba con una tradición periodística, pero su construcción se hacía cada vez más necesaria, dada la agitación partidista que a la vez implicaba nuevas polémicas religiosas […] A partir de la década del cuarenta, la profusión de las publicaciones fue constante".

La prensa también generó espacios para la circulación de ideas que posteriormente pasarían a alimentar las discusiones de los lectores, creando así un público receptor. De esta forma, .E. Acosta señala que: “La lectura se propuso, entonces, como un acto colectivo, una forma de socialización desde los textos; como una relación activa e inmediata entre el periódico y sus lectores”, así, la novela por entregas se enmarca en el acto colectivo de la lectura. Sin embargo, es importante hacer la salvedad de que está práctica de lectura se evidencia sobre todo en las élites debido a los altos niveles de analfabetismo en el país. En consecuencia, se puede mostrar cómo la novela por entregas se debatía entre un conflicto sobre lo nacional y lo extranjero, pero también en generar un discurso aparentemente poco político, en tanto se exaltaba su carácter literario al que tenían acceso muchos grupos de la élite colombiana del siglo XX.
Aun así, se sabe que la literatura tiene un estrecho nexo con los proyectos políticos a lo largo del siglo XIX y este nexo está, a su vez, relacionado con las publicaciones de prensa: “La relación entre prensa y novela constituyó un vínculo privilegiado por medio del cual la élite neogranadina otorgó una función social a la literatura […]”. En otras palabras, la novela del siglo XIX era un vehículo de opiniones, formas de pensar y propuestas de construcción nacional que provenían de la élite y estas ideas inmersas en la literatura se difundían por medio de la prensa, en el mecanismo de las novelas por entregas. Así mismo, la novela por entregas permitió la formación de una comunidad letrada que se reúne en torno a la lectura de un mismo texto.

#### Los relatos de viaje en Colombia
Los relatos de viaje forman parte de un género literario que, en el contexto colombiano, permite mostrar la manera en la que los colombianos del siglo XIX que podían viajar a Europa y a Estados Unidos relatan sus experiencias en el extranjero. Estos relatos de viaje se construyen a través de cartas y diarios íntimos que posteriormente generan interés en la comunidad americana y son publicados. Estos relatos de viaje, por lo general, están desprovistos de una intención literaria, por lo que pueden poseer cierta sinceridad en su tono, de esta forma el historiador francés Frédéric Martínez afirma que: “El interés por las vivencias de los viajeros reside en el contacto directo que tienen aquellos con ese «laboratorio europeo» que atrae poderosamente las miradas hispanoamericanas”.
Los testimonios muestran que la Europa retratada no es en todos los casos un lugar cómodo para los viajeros americanos. El interés que generan dichos escritos se debe a su “carácter nacional”, es decir, al hecho de que es un personaje americano el que está retratando a Europa y no al revés, como suele suceder. De igual forma, se puede ver como el tono de relato cambia en la forma de mostrar por ejemplo a Europa, dependiendo de la filiación política de quien escribe. En ese sentido, se puede ver como los conservadores tienden a exaltar el carácter católico del mundo, usando sus experiencias a favor de una pedagogía católica que sirven para la catequización. Por otro lado, los autores liberales exaltan el carácter moderno del progreso. Así, se genera una competencia entre los partidos por en donde se disputa la representación de Europa: “Si los relatos de viaje aparecen, cuando son escritos por plumas conservadoras, como instrumento de catequización, se convierten bajo las plumas liberales en herramientas de pedagogía del progreso”.

## Primera mitad delsigloXX
El cambio del siglo coincide con la guerra de los Mil Días, la promesa de paz después de los tratados de Neerlandia y el Wisconsin y la pérdida de Panamá. Finalmente el siglo XX estaría caracterizado por grandes avances tecnológicos con impactos económicos, demográficos y culturales en la sociedad colombiana.

### Generación del Centenario

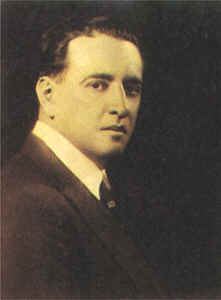
José Eustasio Rivera

A esta generación pertenecen figuras que empiezan a publicar recién iniciado el siglo XX y cuya madurez y visibilidad coincidió con el centenario de la Independencia. Se desarrolló inicialmente alrededor del proyecto literario de la revista "Cultura". Entre ellos se encuentran novelistas y poetas como Eduardo Castillo, Miguel Rasch Isla, Ángel María Céspedes y Nicolás Bayona Posada, así como periodistas, pedagogos, intelectuales, como Luis López de Mesa, e importantes figura políticas, como Laureano Gómez, Eduardo Santos Montejo y Alfonso López Pumarejo. La Generación del Centenario es diversa en sus intereses y sus lineamientos políticos y estéticos, sin embargo responde a un mismo momento histórico con un grupo de valores compartidos. En términos generales, se oponían a la violencia política y compartían su creencia en el republicanismo. También se señala como parte de esta generación a Luis Carlos López y Porfirio Barba Jacob. En estos últimos se identifican elementos del modernismo a la vez que una superación de éste, tanto así que también son conocidos como posmodernistas.
- Luis Eduardo Nieto Caballero (Bogotá, 1888 - 1957). Periodista, diplomático y político, considerado como uno de los portavoces del movimiento.[20]
- José Eustasio Rivera (San Mateo-Rivera, 1888 - Nueva York, 1928). Destacado por su obra poética, pero sobre todo por su novela La vorágine (1924), considerada un clásico de la literatura hispanoamericana.
- María Cano (Medellín, 1887 - 1967). Líder política en Colombia; dirigió la lucha por los derechos civiles fundamentales de la población y por los derechos de los trabajadores asalariados. Su obra literaria escasa precede su trabajo como activista social.[21]
- Luis Carlos López (Cartagena, 1879 - 1950). También conocido como "El tuerto", su poesía suele clasificarse como posmodernista. Se destaca su uso del humor como reacción a la tradición. En su obra, retrata su ciudad natal, su cotidianidad y sus personajes. Uno de sus poemas más conocidos, A mi ciudad nativa, hace referencia a los "zapatos viejos", e inspiró el conocido monumento en Cartagena con el mismo nombre.
- Porfirio Barba Jacob (Santa Rosa de Osos, 1883 - Ciudad de México, 1942). Contradictorio y propenso al escándalo, forjó y alimentó la leyenda sobre su extravagante persona, y la acompañó con una producción poética muy bella. Su espíritu errabundo, apasionado  y nostálgico, formó parte esencial de su obra, marcada por la angustia y la sensualidad.

### Los nuevos
Los nuevos conformaron un movimiento que contesta con  ironía a los vestigios del romanticismo y del costumbrismo precedente y que abriría tímidamente las puertas de la modernización literaria propia de la primera mitad del siglo XX. Aunque su periodo de mayor actividad literaria fue durante la década de los años veinte, muchos de sus miembros tuvieron una dilatada vida pública: desde funcionarios públicos como Luis Vidales o León de Greiff. hasta ministros y presidentes de la República, como Germán Arciniegas y Alberto Lleras. Este grupo intelectual, político, literario y artístico se reunió alrededor de la revista del mismo nombre, publicada en 1925. La junta directiva de esa publicación fue conformada por Felipe Lleras Camargo, director; Alberto Lleras Camargo, secretario de redacción; Abel Botero, Eliseo Arango, C.A. Tapia y S., Francisco Umaña Bernal, Jorge Zalamea, José Enrique Gaviria, José Mar, León de Greiff, Luis Vidales, Manuel García Herreros y Rafael Maya. A pesar del fracaso de la revista Los Nuevos, varios de sus miembros participaron posteriormente en publicaciones como la revista Universidad.
- Jorge Zalamea (Bogotá, 1905 - 1969). Escritor, poeta y periodista colombiano. Entre sus obras más reconocidas se encuentran El sueño de las escalinatas (1964) y El Gran Burundú-Burundá ha muerto (1952).
- León de Greiff (Medellín, 1895 - Bogotá, 1976). Fue el poeta más destacado  y singular del siglo XX en Colombia. El más grande poeta colombiano. Utilizó diferentes seudónimos para firmar sus obras, entre los cuales Leo Le Gris, Matías Aldecoa, Sergio Stepanski y Gaspar von der Nacht son los más conocidos. La poesía de León de Greiff, muy amplia y rica en musicalidad y referencias culturales, históricas y musicales universales,se destaca por  la sonoridad, el humor y la ironía, los múltiples juegos verbales, y es muy  rica en propuestas lingüísticas, asimiladas por algunos críticos al culteranismo o  al neobarroco poético.
- Luis Vidales (Calarcá, 1904 - Bogotá, 1990). Poeta y ensayista colombiano. Su primera obra, Suenan timbres (1926), es un referente de poemario vanguardista en Colombia, por la vocación de ruptura con los esquematismos y la búsqueda de nuevas formas para expresar la sensibilidad contemporánea.

### Piedra y cielo
De la década de los novísimos, se crea el célebre grupo Piedra y cielo (1939), cuyo nombre se inspira en la estética de Juan Ramón Jiménez. y la Generación del 27. Entre 1939 y 1940, publicaron unos cuadernos de poesía dirigidos por el poeta Jorge Rojas (1911-1995). Se incluyen escritores como Eduardo Carranza, Jorge Rojas, Arturo Camacho Ramírez, Gerardo Valencia, Carlos Martín, Tomás Vargas Osorio y Darío Samper.

### Géneros literarios en la primera mitad delsigloXX

#### La novela
La primera mitad del siglo XX vería la emergencia de importantes novelas como La vorágine (1924) de José Eustasio Rivera, La marquesa de Yolombó (1928) de Tomás Carrasquilla. Entre otros novelistas notables del periodo se encuentra José Antonio Osorio Lizarazo.  

## Segunda mitad delsigloXX

### El nadaísmo
El nadaísmo, fundado en Medellín en 1958 por Gonzalo Arango y un grupo de poetas y escritores antioqueños, fue un movimiento artístico y literario de renovación y contracultura nacido en el marco del bipartidismo colombiano. Los nadaístas,  cercanos al pensamiento del escritor envigadeño Fernando González, se interesaron muy pronto en las ideas y  cánones estéticos de las vanguardias europeas y norteamericanas, y se convirtieron en  difusores e impulsores de las nuevas tendencias artísticas de la modernidad a través de las revistas y periódicos nacionales e internacionales. Lectores  de  las  propuestas estéticas surrealistas, seguidores del existencialismo francés  e interesados en la generación Beat. incluyeron en sus crónicas, perfiles, diatribas, divertimentos, relatos, novelas, prosas y poesía muchas propuestas y transformaciones estéticas y filosóficas que impulsarían las renovaciones de la literatura y el arte colombianos, de los siglos XX y XXI.
Estuvieron en contra de la guerra de Vietnam, buscaron nuevas formas para el amor, cuestionaron la esclavitud del trabajo, defendieron el ocio creador, se preguntaron por el sentido de muchas normas sociales, compartieron con los surrealistas las premisas esenciales de su primer manifiesto de 1924, defendieron la libertad de pensamiento, la libertad de decisión sobre su vida, la libertad de creación..A partir de sus lecturas de Nietzsche, Schopenhauer , Celine, Bekett, B. Russell,, Rimbaud, Breton,  Baudelaire, Sartre, Camus, y Thomas Mann reformularon muchos valores y creencias de la tradición intelectual y cultural colombiana.Tuvieron  distintos acercamientos y alejamientos con el Partido Comunista, lo mismo que los surrealistas y dadaístas. 
Realizaron trabajo teatral, musical,   radial, periodístico y publicitario. 
Sus trabajos están publicados en las revistas Universidad de Antioquia, SoHo, Cromos, Universocentro, Aleph, y en los periódicos El Tiempo, El Espectador, El Siglo, El Colombiano y  La Patria, entre otros. Y en la actualidad  la Universidad Eafit y la Corporación Otraparte se han encargado de la edición, publicación y distribución de sus obras amplias en actualidad y vigencia..
Entre sus precursores están: Gonzalo Arango, Eduardo Escobar, Jaime Jaramillo Escobar, Humberto Navarro, Amílcar Osorio, entre muchos otros. Pronto se les suman otros  artistas como  Norman Mejía, Álvaro Barrios, Pedro Alcántara, el cantante Pablus Gallinazo y la escultora Feliza Busztyn. Y el publicista y poeta Jotramario Arbeláez.
El crítico Juan Felipe Restrepo David señala entre sus múltiples aportes la integración de pensamiento y humor. Gonzalo Arango o Eduardo Escobar son hombres de ideas, reflexivos, y con gran sentido del humor. Con una escritura deliciosa y divertida que interroga y se pregunta por los temas humanos fundamentales. La profesora María Dolores Jaramillo, de la Universidad Nacional  de Colombia, destaca sus aportes estéticos, éticos y filosóficos, y su impulso en la apertura del camino hacia la modernidad literaria y artística colombiana. Y explica el interés de la poesía erótica de Amílcar Osorio, uno de los poetas nadaístas más interesantes, que dejó algunos de los versos más bellos de la literatura colombiana.

### La generación del boom
Gran parte de la producción literaria colombiana desde la década de 1960 ha sido definida en relación con el boom latinoamericano, del cual hizo parte el premio nobel de literatura de 1982 Gabriel García Márquez. Hace parte del llamado realismo mágico y del movimiento de la literatura latinoamericana.
Por el mismo tiempo aparece Andrés Caicedo, quien no solo estaba distanciado geográficamente del boom, sino que sus obsesiones eran más cercanas a la cultura relacionada con el cine y el rock n' roll, retratando problemáticas sociales urbanas y juveniles. Durante este periodo, Albalucía Ángel logra relevancia a nivel nacional e internacional; especialmente por la publicación de su novela Estaba la pájara pinta sentada en el verde limón (1975), ambientada durante La Violencia. Otros novelistas destacados son Manuel Zapata Olivella, Héctor Rojas Herazo, Álvaro Cepeda Samudio y Germán Espinosa.

### Generación desencantada
Con este rótulo, algunos críticos, tales como James J. Alstrum, han agrupado a un grupo amplio y diverso de poetas posteriores al nadaísmo que comenzaron a publicar hacia la década de 1970. Poetas como  José Manuel Arango, María Mercedes Carranza, Juan Gustavo Cobo Borda, Darío Jaramillo Agudelo, Giovanni Quessep, Elkin Restrepo, Mario Rivero y Juan Manuel Roca entre muchos otros, han sido considerados parte de esta "Generación desencantada", a pesar de sus significativas diferencias de estilo, temática e ideología. María Mercedes Carranza identifica tres características fundamentales de la que ella llama "poesía post-nadaísta": primero, interacción con el lenguaje de los medios masivos y la cotidianidad en contextos urbanos; segundo, escepticismo frente a la política y a la poesía misma, con un tono más intelectual que emotivo; tercero, elaboración personal de lo coloquial y lo cotidiano con cierta perplejidad moral frente a la cual la imagen poética ofrece una alternativa.

### Géneros literarios en la segunda mitad delsigloXX

#### Literatura Fantástica y Ciencia Ficción
Aunque las corrientes de lo fantástico y la ficción científica en Colombia suelen ser pasadas por alto cuando se hacen compilaciones de subgéneros, se han constatado los antecedentes de su presencia en el país incluso desde tiempos coloniales. Dentro de la literatura fantástica, pueden contarse como precursoras no sólo las narraciones históricas de Crónicas de Indias, sino también la obra El desierto prodigioso y prodigio del desierto, del siglo XVII, autoría de Pedro de Solís y Valenzuela. En el campo de la Ciencia Ficción, se puede citarse como año origen a 1892, con el cuento Phrazomela de Emilio Cuervo Márquez. Es innegable, sin embargo, que el desarrollo pleno de las historias fantásticas y de ciencia ficción se observó durante el transcurso del siglo XX, con escritores como José Félix Fuenmayor, Germán Espinosa, Antonio Mora Vélez, o René Rebetez, estos dos últimos más representativos del género. Otros autores nuevos han continuado la evolución del género en el siglo XXI.

#### Literatura narco o del sicariato
Durante los primeros años de la década del noventa del siglo XX empezó a aparecer la realidad de la violencia del narcotráfico en la literatura de la época. Títulos como La Lectora de Sergio Álvarez, Rosario Tijeras de Jorge Franco y La Virgen de los Sicarios de Fernando Vallejo empezaron a retratar los nuevos miedos y obsesiones que el país había adquirido en esta etapa de la violencia. Las ciudades, a la vez que se convierten en escenario de esta violencia, se convierten en el escenario de estas tramas. Recientemente fueron publicadas obras como La ciudad de todos los adioses de César Alzate Vargas, Happy birthday, Capo de José Libardo Porras, El ruido de las cosas al caer de Juan Gabriel Vásquez y 35 muertos del autor Sergio Álvarez, que hacen una aproximación más extensa, por décadas, en las ficciones, del tema del narcotráfico y su afectación en la vida de los colombianos.
Otro género de gran acogida en Colombia ha sido la crónica, un gran exponente fue el escritor Germán Castro Caycedo, con obras como "Perdido en el Amazonas", "Colombia  Amarga", entre otras. En 1997 obtuvo el Prix Futura en Alemania, en 1998 el Mergenthaler-América Latina y en 2005 el premio de periodismo Planeta por su obra Que la muerte espere.

#### Literatura indígena contemporánea
Dentro de la literatura indígena actual destacan nombres como:
- Fredy Chikangana: Poeta de la Comunidad Yanacona del Sur-Oriente del Cauca, Colombia, cuyo nombre en lengua indígena es Wiñay Mallki, raíz que permanece en el tiempo. Su obra ha sido publicada en diversos medios impresos y digitales.[28] La Antología de Literatura Indígena de América, publicada en Chile en 1998, recoge sus poemas. Poeta y oralitor Quechua, de la Nación Yanakuna Mitmak, del Cauca, Colombia. Premio de Poesía Universidad Nacional 1992, Premio Poesía Nosside de Poesía Global Multilingüe, Italia, 2008.[29] Entre los trabajos de su autoría se cuentan: Cantos de amor para ahuyentar la muerte, Yo Yanacona, Palabra y memoria y El colibrí de la noche desnuda y otros cantos del fuego.

- Hugo Jamioy Juagibioy: Hugo Jesús Jamioy Juagibioy (nacido en 1971) es un poeta y cuentista colombiano, proveniente de la familia indígena Camsá del sur de Colombia.[30] Libros publicados por Jamioy: Mi fuego y mi humo, mi tierra y mi sol (1999); No somos gente (2000);Danzantes del Viento (2010).

- Vito Apüshana: Poeta nacido en La Guajira, Colombia.[31] En 1992 la Secretaría de Asuntos Indígenas Departamental y la Universidad de La Guajira publican su breve poemario Contrabandeo sueños con alijunas cercanos. En el año 2010 el Ministerio de Cultura de Colombia publica su segundo poemario, En las hondonadas maternas de la piel. Sus poemas han aparecido en revistas especializadas como Número (Bogotá), Casa de las Américas (La Habana), Le Poésie (París), y Americas Quarterly (New York), así como en las revistas literarias de los diarios El Espectador (Bogotá) y La Jornada (Ciudad de México), entre otras.[32]

## SigloXXI

### Generaciones recientes en prosa
En narrativa contemporánea en prosa, se destacan autores como: 
- Rafael Chaparro Madiedo
- Héctor Abad Faciolince
- Orlando Echeverri Benedetti
- Laura Restrepo
- Fernando Vallejo
- William Ospina
- Consuelo Triviño Anzola
- Santiago Gamboa
- Andrés Mauricio Muñoz
- Evelio Rosero
- Antonio Ungar
- Tomás González
- Jorge Franco
- César Alzate Vargas
- Juan Sebastián Cárdenas
- Sebastián Pineda Buitrago
- Ignacio Piedrahíta Arroyave
- Sergio Álvarez Guarín
- Efraím Medina
- Antonio García
- Juan Esteban Constain
- Andrés Ospina
- Mario Mendoza
- Ricardo Silva Romero
- Rubén Varona
- Johann Rodríguez Bravo
- Juan Diego Mejía
- Antonio Iriarte

En el campo del periodismo literario se destacan:
- Alberto Salcedo Ramos: Autor de una biografía sobre Kid Pambelé.
- Jorge Enrique Botero
- María Ospina Pizano
- Aquiles Abregu

Entre las voces literarias que se han establecido en la segunda década del siglo XXI, se encuentra:
- John Fitzgerald Torres
- Margarita García Robayo
- Pilar Quintana
- Carolina Sanín
- Pablo Montoya
- Gilmer Mesa
- Marita Lopera
- Estefanía Carvajal

### Generaciones recientes en poesía
En las últimas décadas, Colombia ha producido un significativo número de poetas de importancia, de temáticas urbanas y antipoéticas. Entre ellos, se destacan:
- Matilde Espinosa
- Orietta Lozano
- Jorge García Usta
- Ramón Cote
- Gabriel Arturo Castro
- Carlos Patiño Millán
- Jorge Cadavid
- Juan Felipe Robledo
- Hernán Vargas-Carreño
- Jorge Mario Echeverri
- Óscar Torres Duque
- Gonzalo Márquez Cristo
- Rafael del Castillo Matamoros
- Federico Meléndez
- Andrea Cote Botero
- Lucía Estrada
- Felipe García Quintero
- Lauren Mendinueta
- Federico Díaz Granados
- Henry Alexander Gómez[33]
- Hernándo Urriago Benítez
- Fátima Vélez[34]
- Omar Garzón[35]

## Premios Nobel
| Premios Nobel |                        |      |                                  |
| Imagen        | Escritor               | Año  | Alma mater                       |
|               | Gabriel García Márquez | 1982 | Universidad Nacional de Colombia |

## Premios Literarios de Colombia
- Premio Nacional de Literatura José María Vergara y Vergara
- Premio Hispanoamericano de Cuento Gabriel García Márquez
- Premio Nacional de Literatura de Colombia
- Premio Biblioteca de Narrativa Colombiana
- Premio Nacional de Música en Composición (Colombia)
- Premio Nacional de Novela (Colombia)
- Premio Nacional de Poesía (Colombia)
- Premio Spiwak Ciudad de Cali